# FC Aurillac Arpajon Cantal Auvergne
Câu lạc bộ bóng đá Aurillac Arpajon Cantal Auvergne (trước đây là Aurillac Foot Cantal Auvergne) là một đội bóng đá Pháp thành lập năm 1953. Đội có trụ sở tại Aurillac, Cantal, Pháp. Đội chơi tại Stade de Baradel ở Aurillac, có sức chứa 3.000 người. Năm 2013, họ đã thi đấu với cái tên hiện tại sau khi sáp nhập với ES Arpajon.